# Chiara Maria Gemma
Chiara Maria Gemma (Brindisi, 20 settembre 1968) è una politica italiana, europarlamentare dal 2019.

## Biografia
Dopo aver conseguito la laurea in Pedagogia con la votazione di 110 e lode presso l'Università degli Studi di Lecce nel 1995, vince il concorso per ricercatore in "Pedagogia Generale" presso l'Università degli Studi di Bari Aldo Moro nel 2001. Nel 2005 consegue, sempre nell'ateneo barese, il dottorato di ricerca in "Progettazione e valutazione dei processi formativi". Nel 2006 nasce suo figlio Francesco. Supera il concorso per professore associato in Didattica Generale (M-PED/03) indetto dall'Università degli Studi "Suor Orsola Benincasa" di Napoli nel 2006. Dal 2007 è professore di seconda fascia in "Didattica e Pedagogia speciale" presso l'Università di Bari. Nel 2017 consegue l'abilitazione a professore di prima fascia; nel 2020 è stata convocata come professore ordinario in "Didattica e Pedagogia speciale" dall'Università di Bari ed è in attesa di prendere servizio al termine dell'aspettativa per mandato parlamentare. Membro di diverse società scientifiche e pedagogiche, codirige la rivista "Quaderni di didattica della scrittura" (Cafagna Editore). Vive a Bari.

### Attività politica
Alle elezioni europee del 26 maggio 2019 viene candidata come capolista per il Movimento 5 Stelle nella circoscrizione Italia meridionale, venendo eletta con 86.457 preferenze (terza candidata del Movimento 5 Stelle per preferenze a livello nazionale e prima a livello circoscrizionale).
Il 22 giugno 2022 lascia il Movimento 5 Stelle, insieme all'europarlamentare Daniela Rondinelli, per aderire a Insieme per il futuro, gruppo nato a seguito di una scissione guidata da Luigi Di Maio.
Il 15 febbraio 2023 aderisce a Fratelli d'Italia. Nel maggio del 2024, in occasione delle elezioni europee, viene candidata nella lista dello stesso partito per la circoscrizione meridionale.
Raccoglie oltre 46.000 preferenze risultando la prima dei non eletti contando Giorgia Meloni.

## Opere

### Monografie
- Il coordinatore-tutor. Un ruolo da interpretare, Brescia, La Scuola, 2004, ISBN 88-350-1707-6.
- Il dottorato di ricerca. Per una formalizzazione delle pratiche formative, Roma, Carocci, 2006, ISBN 88-430-3607-6.
- La vita come incontro. Per una comunità delle differenze, Brescia, La Scuola, 2008, ISBN 978-88-3502-308-1.
- Scrittura e memoria. La parola allo studente, Trento, Erickson, 2011, ISBN 978-88-6137-882-7.
- Come preparo la lezione, Roma, Armando, 2012, ISBN 978-88-6677-235-4.
- Raccontare dal banco e dalla cattedra, Milano, Mimelis, 2013, ISBN 978-88-5752-053-7.

### Curatele
- Cosimo Laneve, Chiara Maria Gemma (a cura di), L’identità della pedagogia oggi, Lecce, Pensa Multimedia, 2005, ISBN 88-8232-370-6.
- Cosimo Laneve, Chiara Maria Gemma (a cura di), Pedagogia, ricerca, valutazione, Lecce, Pensa Multimedia, 2006, ISBN 88-8232-403-6.
- Cosimo Laneve, Chiara Maria Gemma (a cura di), La ricerca pedagogica in Europa. Modelli e temi a confronto, Lecce, Pensa Multimedia, 2006, ISBN 978-88-8232-412-4.
- Chiara Maria Gemma (a cura di), Percorsi di Orientamento e pratiche di Tutorato. L’esperienza di Scienze della Formazione - Bari, Lecce, Pensa Multimedia, 2010, ISBN 978-88-8232-781-1.
- Chiara Maria Gemma (a cura di), Prodromi della comunicazione educativa. Appunti antologici, Barletta, Cafagna, 2011, ISBN 978-88-96906-04-0.
- Chiara Maria Gemma, Riccardo Pagano (a cura di), In principio la ricerca. Temi e voci di un’esperienza di formazione,, Milano, FrancoAngeli, 2011, ISBN 978-88-568-4681-2.
- Chiara Maria Gemma, Amelia Manuti, Valeria Rossini (a cura di), Accompagnare nella scelta. Percorsi formativi e profili professionali L’offerta formativa di Scienze della Formazione - Bari, Lecce, Pensa Multimedia, 2011, ISBN 978-88-8232-928-0.
- Chiara Maria Gemma (a cura di), Lo sguardo dello studente. Fotogrammi di vita scolastica, Lecce, Pensa Multimedia, 2012, ISBN 978-88-6760-042-7.
- Chiara Maria Gemma (a cura di), La felicità? Prove didattiche di studenti “tieffini” in formazione, Barletta, Cafagna, 2013, ISBN 978-88-96906-12-5.
- Valeria Rossini, Amelia Manuti, Chiara Maria Gemma (a cura di), Vivere l’università, così sono studente, Lecce, Pensa Multimedia, 2014, ISBN 978-88-6760-163-9.
- Chiara Maria Gemma (a cura di), La forza dell’educare e la voce della scrittura, Roma, Armando, 2014, ISBN 978-88-6677-390-0.
- Chiara Maria Gemma (a cura di), Abitare la differenza, Lecce, Pensa Multimedia, 2014, ISBN 978-88-6760-260-5.
- Chiara Maria Gemma, Valentina Grion (a cura di), Student Voice. Pratiche di partecipazione degli studenti e nuove implicazioni educative, Barletta, Cafagna, 2015, ISBN 978-88-9690-6-18-7.
- Chiara Maria Gemma (a cura di), Narrare le differenze. Più voci a confronto, Barletta, Cafagna, 2016, ISBN 978-88-9690-6-27-9.
- Chiara Maria Gemma (a cura di), Il tirocinio indiretto. Tutor e tirocinanti si narrano, Barletta, Cafagna, 2017, ISBN 978-88-96906-37-8.
- Chiara Maria Gemma (a cura di), Le scritture degli studenti, numero monografico di "Quaderni di didattica della scrittura", 28, Barletta, Cafagna, 2017, ISBN 9788896906361.
- Chiara Maria Gemma (a cura di), Parole e storie inclusive. Possibili itinerari, Barletta, Cafagna, 2019, ISBN 9788896906-48-4.
- Chiara Maria Gemma, Vincenzo Cafagna (a cura di), A scuola... perché? Racconti dal banco, Barletta, Cafagna, 2019, ISBN 9788896906-52-1.
- Chiara Maria Gemma, Vincenzo Cafagna (a cura di), Come vorrei essere. Desideri e speranze nei racconti degli insegnanti in formazione, Barletta, Cafagna, 2020, ISBN 9788896906606